# Associação Fonográfica Portuguesa
La Associação Fonográfica Portuguesa (AFP) es la única asociación de la industria discográfica de Portugal. Creado en 1989, sucedió a GPPFV (Grupo Portugués de Productores de Fonogramas y Videogramas) y UNEVA (Unión de Editores de Audio y Vídeo).
La AFP es el grupo portugués de la Federación Internacional de la Industria Fonográfica (IFPI). La AFP reúne a los principales editores de discos que operan en el mercado portugués y sus filiales representan más del 95% del mercado.
Desde su fundación en 1989, la AFP ha lanzado información del mercado para muchos estudiantes de diferentes grados de educación. El programa Top +, transmitido por RTP1, era un programa de lista semanal hecho para la sociedad entre la AFP y el RTP y era el más antiguo en la televisión portuguesa.

## Listas musicales
Una lista portuguesa para los sencillos existió desde julio de 2000 hasta el 2 de marzo de 2004. Anteriormente, la Associação Fonográfica Portuguesa había publicado una lista de sencillos antes de 1994. La lista se basó en datos minoristas compilados por ACNielsen.

## Certificaciones
Los discos de oro y platino son certificaciones, atribuidas por las empresas editoriales fonográficas, que premian los fonogramas que hayan alcanzado el número mínimo de 7 500 unidades vendidas. Las 7 500 unidades equivalen a un disco de oro y las 15 000 a un disco de platino. Los discos de diamante son galardonados por las editoriales discográficas a partir de un millón de unidades vendidas.
| Certificaciones | Antes de 1990 | Entre 1990 y 2004 | Entre 2005 y 2010 | Después de 2011 |
| --------------- | ------------- | ----------------- | ----------------- | --------------- |
| Plata           | 15 000        | 10 000            | Extinto           | Extinto         |
| Oro             | 25 000        | 20 000            | 10 000            | 7 500           |
| Platino         | 50 000        | 40 000            | 20 000            | 15 000          |

DVD y vídeos musicales
| Certificaciones | Antes de 2001 | Después de 2001 |
| --------------- | ------------- | --------------- |
| Plata           | 5 000         | Extinto         |
| Oro             | 7 500         | 4 000           |
| Platino         | 10 000        | 8 000           |